# Barzillai Gannett
Barzillai Gannett (* 17. Juni 1764 in Bridgewater, Plymouth County, Province of Massachusetts Bay; † 1832 in New York City) war ein US-amerikanischer Politiker. Zwischen 1809 und 1812 vertrat er den Bundesstaat Massachusetts im US-Repräsentantenhaus.

## Werdegang
Barzillai Gannett absolvierte im Jahr 1785 das Yale College und studierte danach Theologie. In der Folge hat er aber nicht als Theologe gewirkt. Stattdessen schlug er eine politische Laufbahn ein. Zwischen 1793 und 1802 saß er mehrfach im Gemeinderat von Pittston im damaligen Maine-Bezirk des Staates Massachusetts. In dieser Stadt bekleidete er auch einige lokale Ämter. Danach zog er nach Gardiner, wo er ebenfalls Mitglied des Gemeinderates war. Zwischen 1804 und 1809 fungierte er als Posthalter in dieser Stadt, in der er auch noch weitere Ämter ausübte. Er wurde Mitglied der Ende der 1790er Jahre von Thomas Jefferson gegründeten Demokratisch-Republikanischen Partei. In den Jahren 1805 und 1806 war er Abgeordneter im Repräsentantenhaus von Massachusetts. Danach gehörte er zwischen 1807 und 1808 dem Staatssenat an.
Bei den Kongresswahlen des Jahres 1808 wurde Gannett im 17. Wahlbezirk von Massachusetts in das US-Repräsentantenhaus in Washington, D.C. gewählt, wo er am 4. März 1809 die Nachfolge von John Chandler antrat. Nach einer Wiederwahl konnte er bis zu seinem Rücktritt im Jahr 1812 im Kongress verbleiben. Aufgrund einer Anklage wegen Veruntreuung floh Barzillai Gannett aus seiner Heimat nach Ohio. Er änderte seinen Namen und nannte sich Benjamin Gardiner. Um das Jahr 1822 verließ er plötzlich Ohio; danach verliert sich seine Spur. Sicher ist nur, dass er 1832 in New York starb.